# Pocierzyn (gromada)
Pocierzyn – dawna gromada, czyli najmniejsza jednostka podziału terytorialnego Polskiej Rzeczypospolitej Ludowej w latach 1954–1972.
Gromady, z gromadzkimi radami narodowymi (GRN) jako organami władzy najniższego stopnia na wsi, funkcjonowały od reformy reorganizującej administrację wiejską przeprowadzonej jesienią 1954 do momentu ich zniesienia z dniem 1 stycznia 1973, tym samym wypierając organizację gminną w latach 1954–1972.
Gromadę Pocierzyn z siedzibą GRN w Pocierzynie utworzono – jako jedną z 8759 gromad na obszarze Polski – w powiecie aleksandrowskim w woj. bydgoskim, na mocy uchwały nr 24/1 WRN w Bydgoszczy z dnia 5 października 1954. W skład jednostki weszły obszary dotychczasowych gromad Pocierzyn, Ruszki, Sęczkowo, Nagórki i Bilno ze zniesionej gminy Osięciny oraz obszary dotychczasowych gromad Ujma Mała i Bodzanowo II (bez miejscowości Bodzanowo folwark) ze zniesionej gminy Sędzin, w tymże powiecie. Dla gromady ustalono 19 członków gromadzkiej rady narodowej.
1 stycznia 1956 gromada weszła w skład nowo utworzonego powiatu radziejowskiego w tymże województwie.
Gromadę zniesiono 31 grudnia 1961, a jej obszar włączono do gromad Kościelna Wieś (wsie Bilno, Pocierzyn, Ruszki i Ujma Mała oraz miejscowości Nagórki, Ruszki Pustki i Sęczkowo) i Krzywosądz (wieś Bodzanowo) w tymże powiecie.